# Kihoku (Ehime)
Pour les articles homonymes, voir Kihoku.
Kihoku (鬼北町, Kihoku-chō) est un bourg du district de Kitauwa, dans la préfecture d'Ehime, au Japon.

## Géographie

### Démographie
Au 1er juillet 2014, la population de Kihoku s'élevait à 10 911 habitants répartis sur une superficie de 241,87 km2.